# Bazarnyj Syzgan
Bazarnyj Syzgan (ros. Базарный Сызган) – osiedle typu miejskiego w Rosji, w obwodzie uljanowskim, ośrodek administracyjny rejonu bazarnosyzgańskiego. W 2010 liczyło 5715 mieszkańców.